# Zoom Video Communications
Zoom Video Communications, Inc. (Zoom) är ett amerikanskt kommunikationsföretag baserat i San Jose, Kalifornien. Det ägnar sig åt videotelefoni- och chatt-tjänster genom en molnbaserad IT-plattform som används i samband med videokonferenser, distansarbete, distansundervisning och underhåll av sociala nätverk. Företagets tjänster konkurrerar med tjänster och programvaror som Microsoft Teams, Skype, Google Hangouts och Facebook Messenger.
Zoom grundades 2011 av Eric Yuan(en), en tidigare ingenjör och arbetsledare på Cisco Systems, och programmet Zoom lanserades två år senare. Fram till 2017 växte man till ett företag med ett värde på 1 miljard US-dollar, även om det dröjde ända till 2019 innan man blev lönsam. 2019 noterade man sig även som ett publikt aktiebolag på Nasdaq.
I början av 2020 rönte företagets programvara för videokonferenser en ökad efterfrågan, på grund av de restriktioner och den sociala distansering som påbjudits i många länder i samband med coronaviruspandemin 2019–2021. Under mars månad belystes upplevda säkerhetsrisker med programmet, samtidigt som Zoom bedömdes vara den mest omtalade videoappen. Enligt en undersökning genomförd av Internetstiftelsen år 2021 hade 41 procent av de svenska internetanvändarna använt Zoom under det senaste året men bara 4 procent använde tjänsten varje dag. Det gör Zoom till den tredje mest använda kommunikationstjänsten i Sverige efter Facebook Messenger och Microsoft Teams. Nästan hälften av de svenskar som arbetade hemifrån under Covid-19-pandemin 2020 använde sig av Zoom.